# Orsonville
Orsonville település Franciaországban, Yvelines megyében. Lakosainak száma 325 fő (2022. január 1.). Orsonville Aunay-sous-Auneau, Auneau-Bleury-Saint-Symphorien, Ablis, Boinville-le-Gaillard, Paray-Douaville és Prunay-en-Yvelines községekkel határos.

## Népesség
A település népességének változása:
| Lakosok száma | 338  | 335  | 341  | 334  | 332  | 330  | 328  | 327  | 325  |
|               | 2013 | 2015 | 2016 | 2017 | 2018 | 2019 | 2020 | 2021 | 2022 |